# Iglesia de Santa Eugenia (Argolell)
La iglesia de Santa Eugenia está situada en el pueblo español de Argolell, en la comarca catalana del Alto Urgel.
Construcción del siglo XI, su planta consta de una sola nave rectangular con techumbre de madera y cubierta exterior de pizarra, con un ábside de bóveda de cuarto de esfera. Su campanario de planta cuadrada es de tres pisos, en este último se convierte en octogonal con cuatro oberturas.
Las pinturas murales de su ábside se conservan en el Museo Nacional de Arte de Cataluña en Barcelona, representan las imágenes de la Virgen María y cinco apóstoles, están datadas de la primera mitad del siglo XII.